# ソウルの森駅
ソウルの森駅（ソウルスプえき）は大韓民国ソウル特別市城東区聖水洞1街にある、韓国鉄道公社（KORAIL）水仁・盆唐線の駅。駅番号はK211。

## 歴史
- 2012年10月6日 - 開業。
- 2013年11月30日 - 盆唐線の急行の運行開始とともに急行停車駅になる。
- 2020年9月12日 - 水仁線の水原延伸により路線名が盆唐線から水仁・盆唐線に変更。

## 駅構造

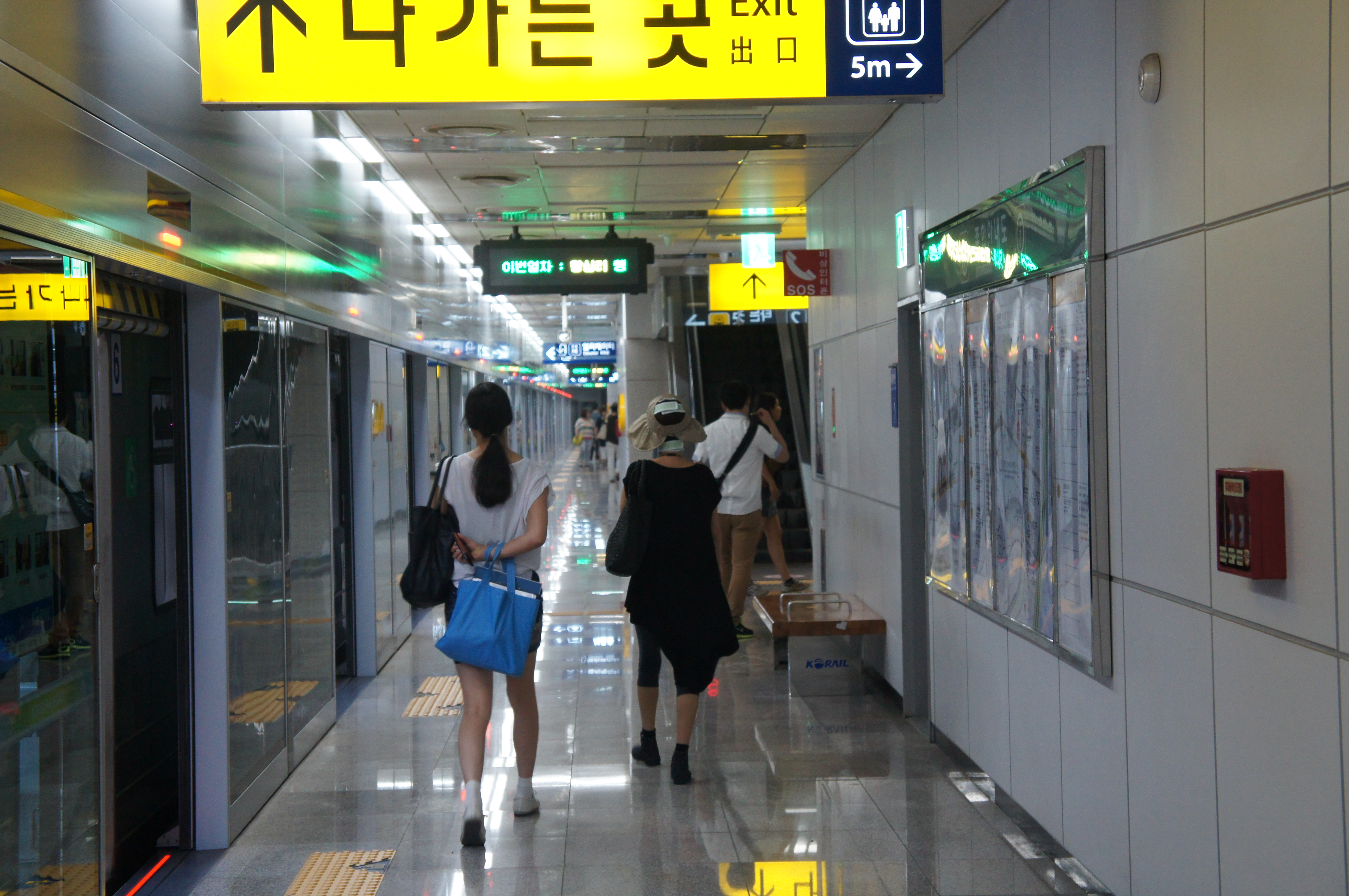
プラットホーム

相対式ホーム2面2線を有する地下駅。エスカレーター、エレベーター、ホームドア設置駅。出口は4番まである。

### のりば
| 1 | 水仁・盆唐線 | 宣陵・竹田・水原・仁川方面 |
| 2 | 水仁・盆唐線 | 往十里方面                 |

## 利用状況
近年の一日平均利用人員推移は下記のとおり。なお、2012年は開業日の10月6日から12月31日までの87日間の平均である。
| 路線         | 路線     | 2010年 | 2011年 | 2012年 | 2013年 | 2014年 | 2015年 | 2016年 | 2017年 | 2018年 | 2019年 | 出典  |
| ------------ | -------- | ------ | ------ | ------ | ------ | ------ | ------ | ------ | ------ | ------ | ------ | ----- |
| 水仁・盆唐線 | 乗車人員 | 未開業 | 未開業 | 3,331  | 4,707  | 5,648  | 6,040  | 6,417  | 7,195  | 7,823  | 8,713  | [ 1 ] |
| 水仁・盆唐線 | 降車人員 | 未開業 | 未開業 | 3,164  | 4,479  | 5,443  | 5,866  | 6,321  | 7,223  | 7,883  | 8,810  | [ 1 ] |
| 路線         | 路線     | 2020年 |        |        |        |        |        |        |        |        |        |       |
| 水仁・盆唐線 | 乗車人員 | 7,303  |        |        |        |        |        |        |        |        |        |       |
| 水仁・盆唐線 | 降車人員 | 7,421  |        |        |        |        |        |        |        |        |        |       |

## 駅周辺
- ソウルの森
- ソウル京一初等学校（朝鮮語版）
- 京一中学校（朝鮮語版）
- 京一高等学校（朝鮮語版）
- 聖元中学校（朝鮮語版）
- トゥットアリス浄水センター
- 首都博物館
- 大林ローズヴィル
- 城東東亜アパート
- 城東チャンミアパート
- ソウル交通公社2号線トゥクソム駅
- 城東区民総合体育センター
- 龍飛橋（朝鮮語版）（中浪川（朝鮮語版））

## 隣の駅
韓国鉄道公社
 水仁・盆唐線
急行・緩行
往十里駅 (K210) - ソウルの森駅 (K211) - 狎鴎亭ロデオ駅 (K212)